# Міщенко Віталій Миколайович
Віталій Миколайович Міщенко (нар. 26 серпня 1975) — український футболіст, півзахисник та нападник.

## Життєпис
Розпочав футбольну кар'єру в 1993 році в складі ЦСК ВСУ (Київ) у Другій лізі чемпіонату України. Того ж року Віталій був орендований миронівською «Нивою», у футболці якої зіграв 5 поєдинків. 1994 року був орендований ФК «Сумами» й допоміг сум'янам здобути путівку до Першої ліги чемпіонату України. 1995 року підписав контракт з київською «Оболоню», допоміг киянам завоювати два чемпіонські титули та здобути путівку до Прем'єр-ліги. Також двічі, в сезонах 2002/03 та 2003/04 років, його віддавали в оренду до ФК «Красилів», окрім цього періодично залучався до матчів «Оболоні-2». По ходу сезону 2006 року виїхав до Канади, де підписав контракт з клубом «Норз Йорк Астрос» з Канадської футбольної ліги, кольори якого захищав до 2007 року.